# Wildparkradweg
Der Wildparkradweg „B61“ ist ein 58 Kilometer langer Radrundweg im Südburgenland. Im Zentrum des Weges liegt der „Naturpark in der Weinidylle“, der als angesprochener Wildpark der Namenspate ist.
Er führt von Güssing über Heiligenbrunn nach Strem und weiter entlang der Gemeinden Moschendorf und Eberau nach Punitz und zurück nach Güssing. Der Fahrer kann in Strem und bei Eberau auf den Radwanderweg Weinidylle und zwischen Punitz und Güssing auf den Burg-Güssing-Radweg wechseln.

## Entlang der Strecke
- Stremer Mühle

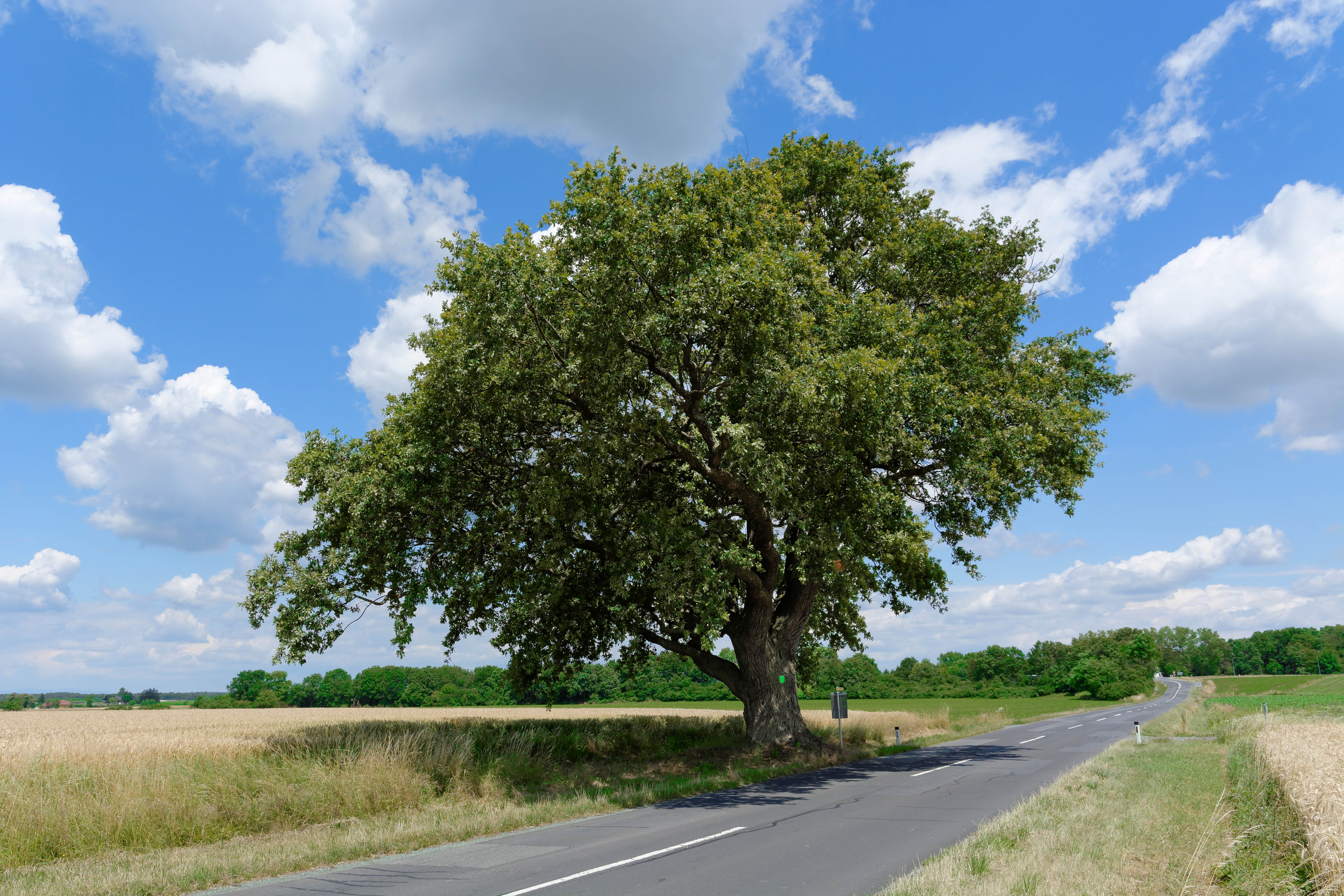
Naturdenkmal bei Heiligenbrunn

- Schloss Eberau (etwas abseits der Strecke)